# Districte de Bidar
El districte de Bidar (en kannada ಬೀದರ್) és una divisió administrativa de l'estat de Karnataka a l'Índia amb capital a la ciutat de Bidar.

## Superfície i població
La superfície és de 5.448 km² i la població segons el cens del 2001 és d'1.502.373 habitants. El 1901 tenia una superfície de 10.795 km² i població de:
- 1881, 788.827
- 1891, 901.984
- 1901, 766.129

Estaven repartits en 1464 pobles. El descens de 1901 es va deure a la fam de final del segle xix, però també al fet que la taluka de Jubal fou transferida al districte deAtraf-i-balda. Les ciutats principals eren Bidar, Kalyani, Homnabad, Kohir, Udgir, Bhalki, i Alikher.

## Administració
Estava dividit el 1905 en set talukes (i diversos jagirs):
- Bidar
- Karamungi
- Amrad
- Kohir
- Nilanga
- Udgir
- Varval Rajura

In 1905 Kohir fou inclosa a Bidar i Amrad a Karamungi; les altres talukes van patir també algunes modificacions de límits; al final van quedar cinc talukes: 
- Bidar
- Karamungi
- Nilanga
- Udgir
- Varval Rajura

La taluka de Bidar tenia una població el 1901 de 105.392 i una superfície de 1261 km². La capital era Bidar (11.367 habitants, i una altra població important era Kohir; en total eren 177 pobles dels quals 89 estaven administrats en jagirs.
El 2006 estava dividit en 5 talukes: 
- Bidar
- Humnabad
- Bhalki
- Aurad
- Basavakalyana

## Rius
El districte forma part de la conca del Godavari i el Krishna o Kistna. Els rius principals són:
- Manjra (afluent del Godavari)
- Karanja (afluent del Manjra)
- Chulki Nala
- Mullamari
- Gandrinala

## Història
El 231 aC va quedar sota el domini dels satavahanes de Paithan que es van independitzar dels Maurya. Van governar sobre Dakshinapatha dos segles i mig; van seguir els Vakatakas que van dominar el Dècan. El 345 els kadambes van arribar al poder amb Vaijayanti (Banavasi) com a capital. Vers el 545 Pulakesin I va establir el poder dels chalukya i va convertir Vatapi (moderna Badami) en capital; el 743 el príncep rashtrakuta Danti Durga es va apoderar del Dècan i va tenir capital a Manyakheta (Malkhed); el 913 el chalukya Taila II va enderrocar al rashtrakuta Karka II; Taila va establir el regne chalukya de Kalyani, anomenat així per haver establert la capital a Kalyani sota el rei Someshwara I (1042-1068). El 1188 Kalyani va ser ocupada pel yadava Bhillama mentre els kakatiyes també arrabassaven territoris als chalukyes que es van enfonsar. El 1270 Mahadeva, rei yadava, va perdre Bidar, llavors Bedadakota, davant els kakatiyes.
Vers el 1318 Bidar, ara anomenada Badarkot, fou cedida al ministre musulmà de Delhi Khusraw Khan Barwari que el 1320 va usurpar breument el tron. A la caiguda de Khusraw el rei kalatya Pratap Rudra va recuperar Badarkot i altres llocs.
El 1322 el futur Muhammad Shah II Tughluk, fill de Tughluk Shah I (1320-1325), que encara era només príncep, va ocupar la ciutat de Bidar i el fort de Baswakalyan. El 1341 el govern de la província (aklim) de Bidar fou concedit a Shihab al-Din de Multan que va rebre el títol de Nusrat Khan, el qual hauria de pagar un tribut anual. Al no poder pagar el que s'havia convingut, fou deposat. Els amirs Sadah, recaptadors i comandants militars, es van revoltar i van escollir un dels seus, Ismail Mukh com a sultà del Dècan; com que era vell no va tardar a abdicar (1347) en favor de Bahman Shah Hasan Gangu, primer rei bahmànida de Gulbarga (Dècan) que va agafar el títol de Zafar Khan i fou coronat el 3 d'agost de 1347 amb el títol d'Ala al-Din Hasan Bahman Shah a Devagiri rebatejada Daulatabad. Va establir capital a Gulbarga i Bidar va esdevenir una de les tarafes o províncies. El 1358 el governador Azam-i-Humiyun, després de derrotar el nayak de Warangal, fou nomenat governador de Golconda (el 1364 Ahmad Shah va destruir finalment el regne de Warangal). Una gran fam va assolar el país durant 12 anys a partir de 1396.
El 1429 Ahmad Shah Wali Bahmani (1423-11436) que a la tornada de Kherla s'havia aturat a Bidar el 1428 i l'hi havia agradat, va fundar la ciutat moderna, va construir el fort i va traslladar la capital a aquest lloc des de Gulbarga. La va anomenar Ahmadabad-Bidar i la construcció es va acabar vers 1432. Sota Ala al-Din Ahmed II (1436-1458) s'hi van construir més edificis entre els quals un gran hospital. En els anys següents va predominar la influència de Mahmud Gawan fins que fou executat per orde del sulta Muhammad III el 5 d'abril de 1481 a Kondappalli. Entre 1471 i 1474 el viatger rus Afanasy Nikitin va visitar el Dècan i va estar a Bidar.
A la partició del sultanat bahmànida el 1491, Bidar va quedar en mans de la dinastia dels baridshàhides que van governar del 1492 al 1619. El bahmànides van ser derrotats el 1523 i finalment apartats el 1538. Ali Barid va assolir el títol de Shah el 1543.
Vegeu: Sultanat de Bidar
El 1619 el sultanat fou conquerit per Bijapur; poc després, el 1624, la ciutat de Bidar fou saquejada per Malik Ambar, el ministre dels nizamshàhides d'Ahmadnagar però Bijapur la va recuperar i la va conservar fins al 1656 quan fou conquerida per Aurangzeb i va passar a l'Imperi Mogol.
El 1724 va quedar dins l'estat del nizam, aviat anomenat Hyderabad. Les tombes dels sultans barishàhides es conserven a la part oest de la ciutat; les tombes de dotze sultans bahmànides es troben a la part nord-est. El 1846 fou convertida en capital d'un sadar talukdar dels dominis del nizam que el 1905 va esdevenir un districte; el 1932 el ferrocarril va passar per Bidar.
Amb la independència de l'Índia el 15 d'agost de 1947, Hyderabad va esdevenir un estat independent però fou ocupat per l'Índia i el nizam es va rendir el 17 de setembre de 1948. L'estat d'Hyderabad va passar a formar part de l'Índia. El 1956 el districte de Bidar junt amb altres va ser transferit a l'estat de Mysore (llavors tenia quatre talukes, la cinquena Basavakalyan fou creada el 1965). Mysore fou reanomenat més tard Karnataka.
Ruïnes i restes es troben a Kalyani, que fou capital dels chalukyes, i als pobles de Nilanga, Karusa, Kaulas, Narayanpur, Sakol, Siruri, Sitapur, i Tiprath.

## Llocs destacats
A Bidar
- Sharaza Darwaza
- Gumbad Darwaza
- Rangeen Mahal
- Cuines reials del fort
- Bany reials del fort
- Tarakash Mahal
- Gagan Mahal (Palau dels Nubols)
- Diwan-e-Am (Sala d'Audiències)
- Takhat Mahal (Palau del tron)
- Haraj Kothri
- Naubat Khana
- Mesquita fortificada Sol Khamba
- Temples (diversos)

Fora de Bidar
- Choubara
- Madrasa de Mahamud Gawan
- Habshikot Dara de Hazrat Shal Abdul Faid
- Tomba de Mahammud Gawan
- Tombes bahmànides a Ashtur
- Chaukandi
- Tombes Baridshàhides
- Temple de Papnash
- Narsimha Zira
- Gurunanak Zira
- Gai Mukh
- Mailar
- Jalsangi
- Resclosa del Karaja
- Dev Dev Vana
- Museu del Fot de Basavakalyan
- Temple Basaveshwar
- Parusha Katte
- Prabhudevara Gaddige
- Llac Tripurantaka
- Cova d'Akkanagamma
- Basaveshwara Mahamane
- Cova de Vijnaneshvara
- Coves de Sharanas Mathas i Dargahs
- Manik Prabhu Samsthana a Maniknagar
- Temples de Kamthanna, Changler, Harkud, Chalkapur, Karknalli, Bhalki, Humnabad, Aurad i altres llocs